# I. Péter ciprusi király
I. Péter (1328. október 9. – Nicosia, 1369. január 16.), franciául: Pierre Ier de Chypre, görögül: Πέτρος Α' τῆς Κύπρου, örményül: Պետրոս Ա Լուսինյան, arabul: بطرس الأول من قبرص, ciprusi és örmény király, valamint címzetes jeruzsálemi király. Nevéhez kötődik az utolsó komolyabb kísérlet keresztes hadjárat indítására és a Jeruzsálemi Királyság visszafoglalására.

## Élete

### Trónra kerülése
IV. Hugó ciprusi király és Ibelin Aliz elsőszülött fia. Apja második házasságából született, és csak a másodszülött volt, ezért kevés esélye lehetett a trón elnyerésére, főleg hogy bátyjának, Lusignan Guido (1315/16–1342/43) hercegnek fia született Hugó (1335 körül–1385/86) személyében. Bátyja meghalt, mikor Péter 14-15 éves, bátyjának a fia pedig 7-8 éves volt. A trónöröklés joga az unokaöccsét, Hugó herceget illette, de Péter apja, IV. Hugó az unokája helyett a másodszülött fiát, Pétert jelölte a trónra, és még az életében, 1358. november 24-én Nicosiában megkoronáztatta annak ellenére, hogy az unoka, Hugó herceg is már 24 éves volt, mikor IV. Hugó meghalt. Ez a trónváltozás a későbbi viszályok magvát is elhintette a családban. Péter az apja halálakor, 1359. október 10-én akadálytalanul foglalhatta el a trónt. 1360. április 5-én Famagustában a már csak papíron létező Jeruzsálemi Királyság királyává is megkoronázták. 
Péter francia származású lévén szőke hajú és kék szemű volt. Második feleségével, Eleonórával való 16 évig tartó házassága viharosan alakult, féltékenységek, különválások és kibékülések jellemezték a kapcsolatukat.

### Keresztes háború szervezése
Péter uralkodásához kötődik az utolsó komoly kísérlet a Jeruzsálemi Királyság területeinek visszafoglalására. Elfoglalta az örmény kilikia Korikoszt kereskedőváros várát, majd  1361-ben a johanniták segítségével meghódította a törököktől Attalia városát ami a következő 60 évben ciprusi birtok maradt.
A király 1362-ben európai körutat tett, hogy keresztes hadat toborozzon az egyiptomi és oszmán előrenyomulás megakadályozása és a Szentföld visszafoglalása érdekében. Bejárta Itáliát, Franciaországot, Angliát, Tervéhez megnyerte a johanniták, a Genovai Köztársaság, a Velencei Köztársaság, II. János francia király, IV. Károly német-római császár, IV. Rudolf osztrák főherceg támogatását. 1364-ben a német császárral tartott Krakkóba, a krakkói kongresszusra, ahol I. Lajos magyar királlyal és III. Kázmér lengyel királlyal is találkozott. V. Orbán pápa keresztes háborút hirdetett, de végül nem sikerült összegyűjteni akkora hadat, amekkorát az ígéretek alapján várni lehetett. Jelentős európai uralkodó végül nem jelent meg a seregben, bár a harmadik keresztes hadjárat óta nem indult ekkora sereg keletre.
A király távollétében Cipruson második felesége, Aragóniai Eleonóra királyné és idősebb öccse, János (1329/30–1375) herceg vitte az államügyeket.[forrás?]

### Alexandria elfoglalása és a vérengzés
A sereg Rodoszon gyülekezett, majd 1365. október 4-én elindult Alexandria meghódítására. Bíztak benne, hogy a kereskedelmi szempontból fontos kikötőváros elvesztése komoly csapást jelent majd az egyiptomi Mamlúk Birodalom számára és megfelelő kiindulópontja lesz a további keresztes hódításoknak. Az október 9-én kibontakozó támadás meglepte a muszlimokat és a város súlyos csata után egy nap alatt elesett.
A győztesek irgalmatlan tömeggyilkosságot hajtottak végre Alexandriában, és nem csak a muzulmán polgárokat, de a város keresztény és zsidó polgárait is megölték, illetve közülük 5000 főt rabszolgának adtak el. Kirabolták a helyi boltokat, kegyhelyeket, sírokat, magánházakat, még a városban letelepedett európai kereskedők boltjait is. A zsákmányt a helyiektől elkobzott állatokon szállították el a hajókhoz, majd az állatokat is leölték. Ezt követően a zsákmánnyal megrakott sereg katonái már egyáltalán nem akartak tovább harcolni, csak hazajutni az összerabolt javakkal. Péter hiába tiltakozott, a sereg hajói egymás után indultak Ciprus felé. A ciprusi király az utolsók között hagyta el az elpusztított és kiürített Alexandriát, amikor az egyiptomi sereg már annak kapuihoz közeledett. Bízott abban, hogy Cipruson sikerül meggyőznie a kereszteseket, hogy kincseik biztonságba helyezése után folytassák a hadjáratot, de erre esélye sem volt: a nyugatiak visszatértek Európába.
A kísérlet totális kudarcot vallott és visszaütött résztvevőire is. Péter terve meghiúsult így megkísérelt előnyös békét kötni a szultánnal. Ennek híre lehűtötte az újabb keresztes sereg toborzásában bízó néhány európai uralkodó lelkesedését. A civilizálatlan tömeggyilkosság pedig olyan mély sebeket okozott a diplomáciai kapcsolatokban, hogy az lehetetlenné tette az egyiptomiakkal való békekötést és a kereskedelmi kapcsolatok gyors helyreállítását. Ennek következtében Európában megcsappant a keletről érkező áruk száma, az árak megemelkedtek.

### Halála

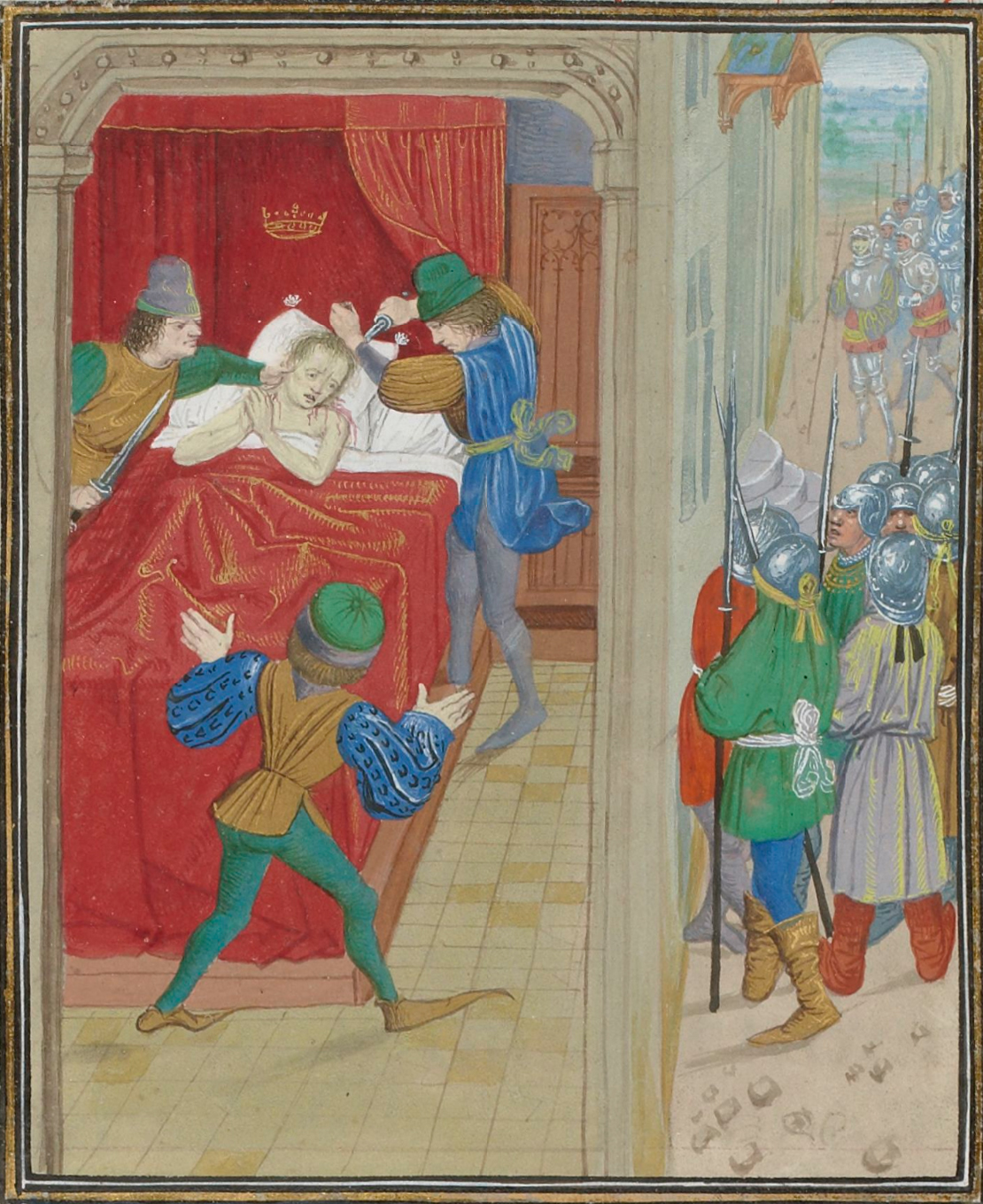
I. Péter meggyilkolása Jean Froissart krónikájában

1368-ban a IV. Konstantinnal elégedetlen örmény nemesek felajánlották Péternek az örmény trónt, amelyet ő el is fogadott, és előkészületeket tett az örményországi utazás érdekében. A ciprusi nemesek azonban aggódtak a király politikája miatt. Tartottak tőle, hogy keresztes elkötelezettsége és tevékenysége végleg kiüríti a ciprusi államkasszát, ezért a Péterrel elégedetlen ciprusi bárók merényletet készítettek elő a király ellen, és 1369. január 16-án nicosiai palotájában álmában rátörtek és meggyilkolták. A gyilkosságba be volt avatva Péter két öccse, János és Jakab, de édesanyja, Ibelin Aliz anyakirályné nem tudott a tervről. Péter özvegye, Eleonóra királyné lett ekkor a kiskorú fiuk, a 12 éves II. Péter nevében a régens sógorával, János herceggel együtt, akinek nem bocsátotta meg a férje elleni merényletet, és 1375-ben genovai segédlettel meggyilkoltatta. Halála lehetővé tette a békekötést az egyiptomiakkal: az egyezmény a következő évben született meg.
Pétert a nicosiai Dominikánusok templomában helyezték örök nyugalomra.

## Gyermekei
- 1. feleségétől, Monforti Échive-től (1324–1353 előtt/1342), II. Alfréd (Honfroy) címzetes athéni herceg és címzetes bejrúti úr lányától, ha született is gyermeke, kiskorában meghalt[9]
- 2. feleségétől, Aragóniai Eleonórától (1333–1417), I. Péter aragón királyi hercegnek, Ribagorça és Prades grófjának a lányától, 3 gyermek:
  - Péter (1357–1382), II. Péter néven ciprusi király, felesége Visconti Valentina (1360/62–1393) milánói úrnő, 1 leány:
    - Lusignan N. (leány) (1379–1382. április előtt) ciprusi királyi hercegnő

  - Margit (1360 körül–1397 után), férje az elsőfokú unokatestvére Lusignan Jakab (1358 előtt–1397) ciprusi királyi herceg, 5 gyermek, többek között:
    - Lusignan Péter (1387 után–1451), Tripoli címzetes grófja, Ciprus régense, 1. felesége Lusignan Izabella (1382 előtt–1432 előtt), I. Jakab ciprusi király és Braunschweigi Helvis lánya, gyermekei nem születtek, 2. felesége N. N. (–1440), gyermekei nem születtek, 1 természetes, de törvényesített fiú:
      - (Házasságon kívüli kapcsolatból): Lusignan Phoebus (1415 előtt–1485), Szidon ura, felesége Isabelle de Flory, 2 gyermek

  - Échive (–1469 előtt)
- Ágyasától, Jeanne Alaman úrnőtől, Jean de Montolive özvegyétől, 1 gyermek:
  - N. (gyermek) (1363–fiatalon)
- Ágyasától, Eschiva de Skandelion úrnőtől, Renier Le Petit feleségétől, nem születtek gyermekei